# Ägodelningsrätt
Ägodelningsrätt var en svensk domstol som avgjorde fastighetsbildningsmål. Ägodelningsrätternas föregångare var de ägodomstolar/ägoskillnadsrätter som inrättades i början av 1800-talet i bland annat Bjäre och Södra Åsbo. De egentliga ägodelningsrätterna upprättades i samband med laga skiftet 1827 i enlighet med Kung. Maj:ts stadga om skifteswerket i Riket (SFS 1827:62). Där stadgas i kapitel 18 § 1 att första domstol i skiftesmål "å landet" är ägodelningsrätt. Rätten leddes av ortens ordinarie domare och ledamöterna utgjordes av tre i "lanthushållning kunnige, inom häradet eller Tingslaget boende bofaste män" som utsågs av sockenfullmäktige på förslag av domaren. Ägodelningsrätternas verksamhet upphörde 1971 i samband med att tingsrätterna inrättades.